# Elecciones regionales en Sucre de 2023
Las Elecciones regionales de Sucre de 2023, se llevaron a cabo el 29 de octubre de 2023 en el departamento de Sucre, donde fueron elegidos los siguientes cargos para un período de cuatro años contados a partir del 1.º de enero de 2024:
- Al gobernador de Sucre quien funge como jefe administrativo del departamento.

- A los 11 diputados de la Asamblea Departamental de Sucre.

- A los alcaldes y concejales de cada uno de los 26 municipios del departamento.

## Candidatos a la Gobernación de Sucre.
Los siguientes son los nombres de los candidatos oficiales previamente inscritos hasta el 29 de octubre en la Registraduría Nacional del Estado Civil para participar de la contienda electoral:
| Candidato | Candidato | Candidato                     | Partidos políticos o coaliciones     | Cargos Públicos           |
| --------- | --------- | ----------------------------- | ------------------------------------ | ------------------------- |
|           |           | Enoc Miranda Guerra           | Partido Polo Democrático Alternativo |                           |
|           |           | Marlon Enrique Ledesma Medina | Partido Demócrata Colombiano         |                           |
|           |           | Juan David Diaz Chamorro      | Partido Alianza Verde                |                           |
|           |           | Mario Fernández Alcocer       | Partido En Marcha                    | - Senador de la República |
|           |           | Inge Rodriguez Pestana        | Partido Unión Patriótica             |                           |
|           |           | Julio Miguel Guerra Sotto     | Partido Ecologista Colombiano        |                           |
|           |           | Lucy Inés García Montes       | Coalición Mujer de Resultados        |                           |
|           |           | Remberto Luis Benítez Sierra  | Partido Colombia Humana              |                           |
|           |           | Iván Feris Chadid             | Partido Colombia Renaciente          |                           |

     - Candidatura retirada

## Asamblea Departamental de Sucre
Las siguientes son las listas presentadas organizadas según su posición en el tarjetón.
| Partido o Coalición                    | Tipo                 | Candidato más votado            | Votos   | Porcentaje | Curules |
| -------------------------------------- | -------------------- | ------------------------------- | ------- | ---------- | ------- |
| Coalición CD - CJL                     | Abierta              | Luis Alfonso Alvarez Padilla    | 30.926  | 6,98%      | 1/11    |
| Partido En Marcha                      | Abierta              | Francisco Nicolas Sierra Perna  | 28.089  | 6,34%      | 1/11    |
| Coalición PUG - MIRA                   | Abierta              | Julio Cesar Jarava Diaz         | 34.366  | 7,76%      | 1/11    |
| Partido Conservador Colombiano         | Abierta              | Sally Marcela Cotes Martinez    | 121.025 | 27,33%     | 3/11    |
| Partido Liberal Colombiano             | Abierta              | Jesus Antonio Paternina Samur   | 156.619 | 35,37%     | 5/11    |
| Partido Alianza Democrática Amplia     | Cerrada              |                                 | 2.807   | 0,63%      | 0/11    |
| Movimiento Fuerza Ciudadana            | Abierta              | Manuel Gregorio Hernandez Feria | 4.673   | 1,05%      | 0/11    |
| Coalición Fuerza Alternativa por Sucre | Abierta              | Daniel Eduardo Guerrero Cabrera | 25.185  | 5,68%      | 0/11    |
| Partido Esperanza Democrática          | Abierta              | Lenin Jesus Mendoza Perez       | 1.204   | 0,27%      | 0/11    |
| Partido Dignidad y Compromiso          | Abierta              | Camilo Fidel Buelvas Martinez   | 1.208   | 0,27%      | 0/11    |
| Votos en blanco                        | Votos en blanco      | Votos en blanco                 | 36.597  | 8,26%      | 8,26%   |
| Votos nulos                            | Votos nulos          | Votos nulos                     | 14.258  | 2,68%      | 2,68%   |
| Tarjetas no marcadas                   | Tarjetas no marcadas | Tarjetas no marcadas            | 74.861  | 14,07%     | 14,07%  |
| Total votos válidos                    | Total votos válidos  | Total votos válidos             | 442.699 | 83,24%     | 83,24%  |

     – Partidos que no superaron el umbral